# Hillary Yego
Hillary Kipsang Yego (ur. 2 kwietnia 1992) – kenijski lekkoatleta specjalizujący się w biegach długich, od 2020 roku reprezentuje Turcję.
W 2009 zdobył złoty medal w biegu na 2000 metrów z przeszkodami podczas mistrzostw świata juniorów młodszych w Bressanone.
Rekordy życiowe: bieg na 3000 metrów z przeszkodami – 8:03,57 (18 maja 2013, Szanghaj).

## Osiągnięcia
| Rok                   | Impreza                               | Miejsce     | Konkurencja                   | Pozycja    | Wynik   |
| --------------------- | ------------------------------------- | ----------- | ----------------------------- | ---------- | ------- |
| Reprezentacja: Kenia  |                                       |             |                               |            |         |
| 2009                  | Mistrzostwa świata juniorów młodszych | Bressanone  | bieg na 2000 m z przeszkodami | 1. miejsce | 5:25,33 |
| Reprezentacja: Turcja |                                       |             |                               |            |         |
| 2021                  | I liga drużynowych mistrzostw Europy  | Kluż-Napoka | bieg na 3000 m z przeszkodami | 4. miejsce | 8:41,77 |
| 2021                  | Mistrzostwa krajów bałkańskich        | Smederevo   | bieg na 3000 m z przeszkodami | 2. miejsce | 8:52,65 |
| 2022                  | Mistrzostwa krajów bałkańskich        | Krajowa     | bieg na 3000 m z przeszkodami | 1. miejsce | 8:43,24 |
| 2022                  | Igrzyska śródziemnomorskie            | Oran        | bieg na 3000 m z przeszkodami | 6. miejsce | 8:33,43 |
| 2022                  | Mistrzostwa Europy                    | Monachium   | bieg na 3000 m z przeszkodami | eliminacje | 8:43,76 |